# Almost a Husband (film, 1919)
Pour les articles homonymes, voir Almost a Husband.
Pour plus de détails, voir Fiche technique et Distribution.
Almost a Husband est un film muet américain réalisé par Clarence G. Badger et sorti en 1919.

## Synopsis
Un enseignant est nommé dans une petite ville de la Nouvelle-Angleterre. Peu à peu, son esprit conciliateur le pousse à régler les problèmes de plusieurs habitants de la cité.

## Fiche technique
- Titre : Almost a Husband
- Réalisation : Clarence G. Badger
- Scénario : Opie Read, d'après sa nouvelle
- Chef opérateur : Norbert Brodine, Marcel Le Picard
- Production : Samuel Goldwyn pour Goldwyn Pictures Corporation
- Distribution : Goldwyn Distributing Company
- Genre : Comédie
- Durée : 50 minutes
- Date de sortie :
  - États-Unis : 12 octobre 1919

## Distribution
- Will Rogers : Sam Lyman
- Peggy Wood : Eva McElwyn
- Herbert Standing : McElwyn
- Cullen Landis : Jerry Wilson
- Clara Horton : Jane Sheldon
- Ed Brady : Zeb Sawyer
- Sidney De Gray : John Carruthers
- Gus Saville : Jasper Stagg
- Guinn 'Big Boy' Williams